# 1803 au Bas-Canada
Cet article traite des événements survenus en 1803 au Bas-Canada. 

L'année 1803 a été marquée par plusieurs événements qui ont changé la vie des Canadiens.

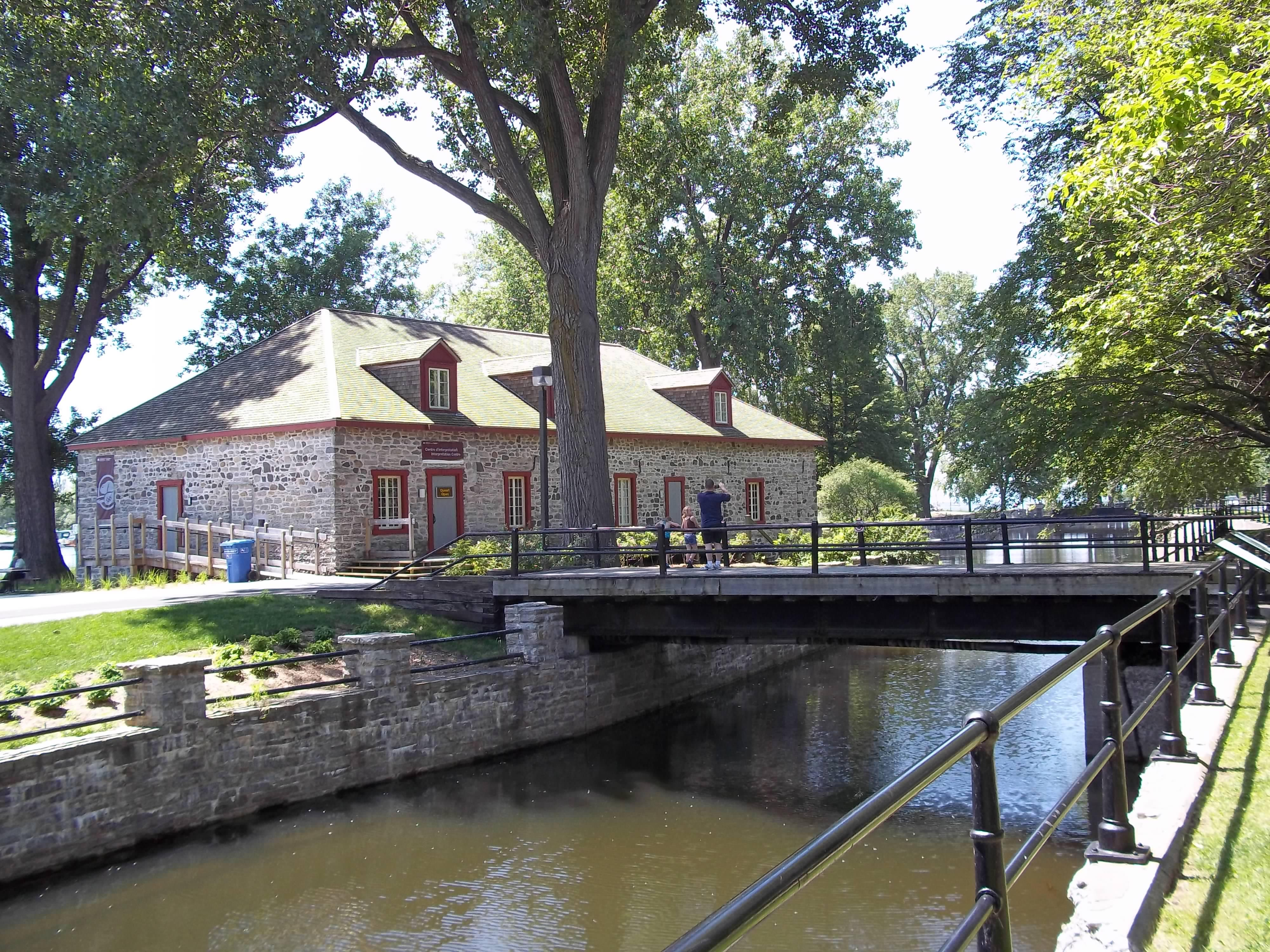
Entrepôt de Lachine près de Montréal construit en 1803

## Événements
- 6 juin : incendie du Château de Vaudreuil à Montréal.
- 4 octobre : Fondation du Séminaire de Nicolet.
- Fondation du Régiment canadien d'infanterie d'escrimeur à Montréal.
- La Compagnie du Nord-Ouest établit un poste près du site de Fort Caministigoyan à l'ouest du Lac Supérieur qui sera renommé Fort William et qui deviendra la ville de Thunder Bay en Ontario. Elle construit un entrepôt à Lachine pour la réception des fourrures.

## Naissances
- John Kinder Labatt, brasseur et fondateur de la brasserie Labatt Brewing Company.
- 22 avril : Georges-Antoine Belcourt, prêtre missionnaire.
- 7 juillet : Thomas Storrow Brown, patriote.
- 13 octobre : Augustin-Norbert Morin, premier ministre du Canada-Uni.
- 24 novembre : Jean Baptiste Mongenais, politicien.
- 27 décembre : François-Marie-Thomas Chevalier de Lorimier, notaire et chef patriote.
- Francis Fulford, premier évêque anglican de Montréal.

## Décès
- 5 février : Moses Hazen, officier militaire d'un régiment canadien ayant combattu pour la cause américaine.
- 11 avril : Jean-François Hamtramck, canadien ayant rejoint la révolution américaine.